# Pseudopohlia didymodontia
Pseudopohlia didymodontia là một loài Rêu trong họ Bryaceae. Loài này được (Mitt.) A.L. Andrews miêu tả khoa học đầu tiên năm 1950.